# Toyota 7

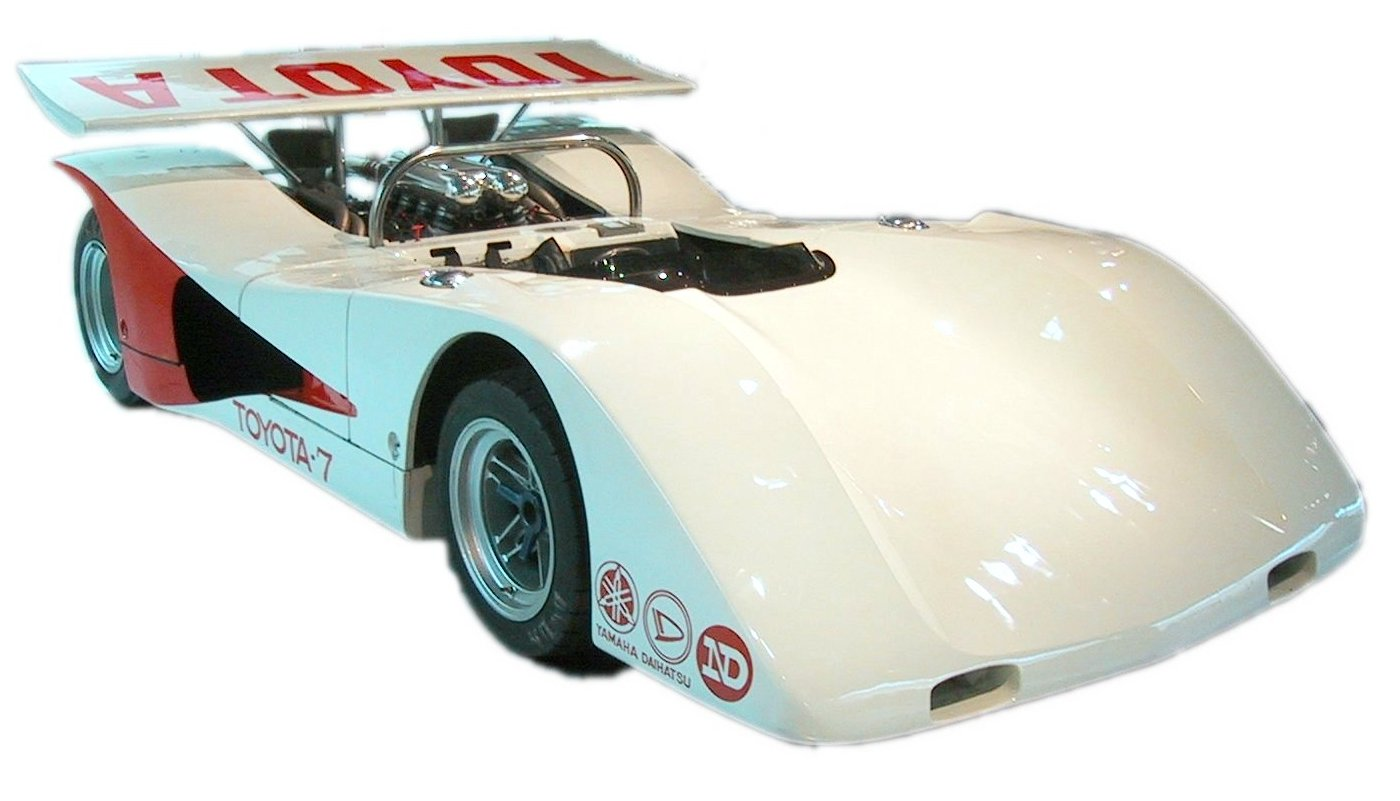
Toyota 7 v automobilovém muzeu Toyoty.

Toyota 7 byl v sedmdesátých letech závodní automobil, který se měl účastnit závodů CanAm. Ještě než v továrně Toyoty vůz technici připravili na závod, při testovací jízdě se v něm zabili dva mladí japonští piloti. Automobilka program raději zastavila. Na svou dobu, ale i v současnosti, se jedná o velice výkonný vůz. Hmotnost činí 620 kilogramů a výkon je kolem 800 koní. Překonává tedy magickou hranici tisíce koní na tunu.
Poháněno je pětilitrovým vidlicovým osmiválcem s turbodmychadlem. V sedmdesátých letech bylo přeplňování na začátku svého vývoje, takže tato Toyota měla velmi velkou prodlevu turbodmychadla (tzv. turboefekt – doba mezi sešlápnutím plynu a následné reakce motoru). Na silnici se přenáší všechen výkon pomocí zadních kol. Vůz měl žebřinový rám, což byla na tuto dobu zastaralá konstrukce oproti konkurentům se skořepinou. Z 0 na rychlost 160 kilometrů za hodinu zrychlí Toyota 7 za necelých pět sekund a dosahuje maximální rychlosti 350 km/h.